# کوه سنگنرئی
کوه سنگنرئی (به ژاپنی: 浅間嶺) یکی از کوه‌‌های منطقه تامای توکیو در ژاپن است. این کوه ۹۰۳ متر ارتفاع دارد و یکی از کوه‌های اوکوتاما محسوب می‌شود. بعلت شیب کم مسیر کوهنوردی در این کوه نسبتاً راحت است. از دوره ادو این مسیر کوهستانی برای حمل برنج و نمک و دیگر احتیاجات روزانه استفاده می‌شده است.  

## دسترسی به کوه
ابتدا باید با استفاده از قطارهای جی‌آر، به ایستگاه موساشی ایتسوکاایچی «武蔵五日 市駅 Musashi-Itsukaichi» رسید. سپس از آنجا برای رسیدن به نقطه شروع مسیر در ایستگاه اتوبوس سنگن اونه توزانگوچی  «浅間尾根登山口バス亭» 　که ۵۰ دقیقه با ایستگاه قطار فاصله دارد، می‌توان از اتوبوس‌های نیشی توکیوباس (به انگلیسی: Nishi Tokyo Bus Co.,Ltd) استفاده کرد. راه بازگشت به ایستگاه　هوسساوانوتاکی «払っ沢ノ滝バス亭»　ختم می‌شود. این مسیر در حدود ۱۱٫۵ کیلومتر است و طی کردن آن ۵ ساعت بطول می‌انجامد.   